# 뉴질랜드의 대외 관계
뉴질랜드의 대외 관계는 주로 선진국과 태평양 제도에 위치한 국가들을 중심으로 이루어진다. 20세기 후반까지 뉴질랜드는 옛 영국 식민지로서 영국과 긴밀하게 연계되어 있었으며, 다른 국가와의 양자 관계는 거의 없었다. 20세기 후반 이후로는 오스트레일리아가 뉴질랜드의 가장 중요한 문화적, 경제적, 군사적 파트너가 되었다. 오늘날 뉴질랜드는 APEC, 태평양 공동체, 태평양 제도 포럼(Pacific Islands Forum)을 포함한 여러 다자간 정치 기구에 참여하고 있다. 뉴질랜드는 신흥 강대국으로 묘사되기도 했으나, 이러한 주장은 중간 규모의 경제와 제한된 군사력을 고려할 때 신중히 판단할 필요가 있다. 뉴질랜드의 주요 정당들은 대체로 외교 정책의 대략적인 윤곽에 동의해왔으며, 정부는 자유 무역, 핵무기 해체, 군비 통제를 적극적으로 추진해 왔다.
2013년 여름, 머레이 맥컬리 뉴질랜드 외무장관은 다음과 같이 보고했다:
뉴질랜드의 모든 주요 관계는 양호한 상태입니다....미국과는 무역 관계에 있어 중요한 돌파구에 대한 기대가 있습니다. 중국-뉴질랜드 관계는 다소 조용하지만 무역은 급성장하고 있습니다. 일본의 환태평양 경제 동반자 협정(TPP) 가입 결정은 환영할 만한 변화이며, 뉴질랜드는 대한민국과의 자유무역협정 체결을 지속적으로 추구하고 있습니다. 정부는 러시아, 남아시아, 라틴아메리카, 페르시아만, 특히 남태평양에서 관계 강화를 위해 계획을 추진 중이며, 아프리카 대륙과의 긴밀한 관계에서 얻을 수 있는 잠재적 혜택에도 주목하고 있습니다.